# Love went a-riding
Love went a-riding is een compositie van Frank Bridge.

## Algemeen
Het is een toonzetting van 5 mei 1914 van het gelijknamige gedicht (nummer 111 uit Poems) van Mary Elizabeth Coleridge. Het lied verscheen in minstens twee versies: een voor zangstem en piano en een voor zangstem en orkest. Het werk wordt gespeeld in tempo Allegro. Bridge wendde zich nog tweemaal tot Coleridge, voor Where she lies asleep en Thy hand in mine.
Het werd het populairste lied van Bridge, ook in 2011 werd het uitgevoerd, talloze zangers hebben het opgenomen onder andere Peter Pears, Arleen Auger en Kirsten Flagstad. De populariteit blijkt uit het feit dat het tijdens de Proms van 1932 twee keer gespeeld werd (er volgden nog 10 uitvoeringen in de serie). Sopraan Dora Gibson zong het op 26 augustus 1919, gevolgd door tenor Gervase Elwes op 17 oktober 1919, beiden met Frederick Kiddle achter de piano. Bij de eerste uitvoering op 8 maart 1917 was waarschijnlijk Gervase Elwes de solist, ook samen met Kiddle; een opname verscheen later en Elwes en Kiddle waren destijds een muzikaal duo.

## Tekst
Love went a-riding over the earth,
On Pegasus he rode.
The flowers before him sprang to birth,
And the frozen rivers flowed.
Then all the youths and the maidens cried,
" Stay here with us, King of Kings ! "
But Love said, " No ! for the horse I ride,
For the horse I ride has wings."

## Discografie
- Uitgave Chandos: BBC National Orchestra of Wales o.l.v. Richard Hickox met Philip Langridge (tenor, een opname uit 2004 (orkestversie)
- Uitgave Hyperion: Roger Vignoles (piano), Janice Watson (sopraan), een opname uit januari 1997